# Liste des monuments historiques du Territoire de Belfort
Cet article recense les monuments historiques du Territoire de Belfort, en France.

## Statistiques
Au 30 juillet 2025, le Territoire de Belfort compte 58 édifices comportant au moins une protection au titre des monuments historiques, dont 8 sont classés et 51 sont inscrits. Le total des monuments classés et inscrits est supérieur au nombre total de monuments protégés car plusieurs d'entre eux sont à la fois classés et inscrits.
Le fort de Giromagny est situé sur les communes d'Auxelles-Bas et Giromagny. L'habitat fortifié du Grammont s'étend sur Beaucourt et Montbouton.
Le graphique suivant résume le nombre de premières protections par décennies :

## Monuments historiques
| Monument | Commune               | Adresse                     | Coordonnées                      | Notice         | Protection            | Date                     | Illustration |
| --- | --------------------- | --------------------------- | -------------------------------- | -------------- | --------------------- | ------------------------ | --- |
| Fort de Giromagny | Auxelles-Bas          |                             | 47° 43′ 51″ nord, 6° 48′ 47″ est | « PA00135349 » | Inscrit               | 1995                     | Fort de Giromagny |
| Habitat fortifié du Grammont | Beaucourt             |                             | 47° 28′ 26″ nord, 6° 55′ 53″ est | « PA00125420 » | Inscrit               | 1993                     | Image manquante Téléverser |
| Monument aux morts de Beaucourt | Beaucourt             |                             | 47° 29′ 19″ nord, 6° 55′ 34″ est | « PA90000016 » | Inscrit               | 2022                     | Monument aux morts de Beaucourt |
| Cathédrale Saint-Christophe | Belfort               | Place d'Armes               | 47° 38′ 19″ nord, 6° 51′ 50″ est | « PA00101135 » | Classé                | 1930                     | Cathédrale Saint-Christophe |
| Cimetière israélite | Belfort               | Faubourg de Lyon            | 47° 37′ 40″ nord, 6° 50′ 46″ est | « PA90000010 » | Inscrit               | 2007                     | Cimetière israélite |
| Château, actuellement musée d'Art et d'Histoire, et enceinte urbaine | Belfort               |                             | 47° 38′ 11″ nord, 6° 51′ 54″ est | « PA00101142 » | Classé Inscrit Classé | 1907 1913 1923 1993 1997 | Château, actuellement musée d'Art et d'Histoire, et enceinte urbaine |
| École Jules Heidet | Belfort               |                             | 47° 38′ 18″ nord, 6° 51′ 57″ est | « PA90000007 » | Inscrit               | 2004                     | École Jules Heidet |
| Église de Brasse Chœur | Belfort               | Cimetière de Brasse         | 47° 38′ 44″ nord, 6° 51′ 28″ est | « PA00101134 » | Inscrit               | 1980                     | Église de BrasseChœur |
| Église Sainte-Jeanne-d'Arc | Belfort               | Rue Mirabeau                | 47° 37′ 28″ nord, 6° 50′ 57″ est | « PA90000004 » | Inscrit               | 1999                     | Église Sainte-Jeanne-d'Arc |
| Épicerie du Lion | Belfort               | 4 rue Porte-de-France       | 47° 38′ 19″ nord, 6° 51′ 45″ est | « PA90000005 » | Inscrit               | 2002                     | Épicerie du Lion |
| Gare de Belfort | Belfort               | 4 avenue Wilson             | 47° 38′ 01″ nord, 6° 51′ 14″ est | « PA90000015 » | Inscrit Classé        | 2014 2015                | Gare de Belfort |
| Habitat fortifié du Bois de la Miotte | Belfort               |                             | 47° 39′ 07″ nord, 6° 53′ 22″ est | « PA00125421 » | Inscrit               | 1993                     | Habitat fortifié du Bois de la Miotte |
| Habitat fortifié du Haut du Mont | Belfort               |                             | 47° 38′ 48″ nord, 6° 49′ 46″ est | « PA00125422 » | Inscrit               | 1993                     | Image manquante Téléverser |
| Hôtel du Gouverneur | Belfort               |                             | 47° 38′ 16″ nord, 6° 51′ 49″ est | « PA00101138 » | Inscrit               | 1929                     | Hôtel du Gouverneur |
| Hôtel de ville Salle des délibérations du conseil municipal au rez-de-chaussée. | Belfort               | Place d'Armes               | 47° 38′ 16″ nord, 6° 51′ 46″ est | « PA00101139 » | Classé                | 1922                     | Hôtel de villeSalle des délibérations du conseil municipal au rez-de-chaussée. |
| Lion de Belfort | Belfort               |                             | 47° 38′ 12″ nord, 6° 51′ 52″ est | « PA00101140 » | Classé                | 1931                     | Lion de Belfort |
| Maison La façade sur rue ; le décor des pièces suivantes de l'appartement du premier étage : les deux salons, la bibliothèque et la salle à manger. | Belfort               | 18 rue Metzger              | 47° 38′ 16″ nord, 6° 51′ 45″ est | « PA90000006 » | Inscrit               | 2003                     | MaisonLa façade sur rue ; le décor des pièces suivantes de l'appartement du premier étage : les deux salons, la bibliothèque et la salle à manger. |
| Marché couvert | Belfort               | Rue Fréry                   | 47° 38′ 27″ nord, 6° 51′ 38″ est | « PA00101141 » | Inscrit               | 1983                     | Marché couvert |
| Square du souvenir (Belfort) et Monument aux morts de Belfort | Belfort               |                             | 47° 38′ 10″ nord, 6° 51′ 37″ est | « PA90000017 » | Inscrit               | 2022                     | Image manquante Téléverser |
| Petite fontaine | Belfort               |                             | 47° 38′ 21″ nord, 6° 51′ 54″ est | « PA00101137 » | Classé                | 1908                     | Petite fontaine |
| Square Émile-Lechten | Belfort               | Avenue Jean Jaurès          | 47° 38′ 34″ nord, 6° 51′ 23″ est | « PA00101160 » | Inscrit               | 1992                     | Square Émile-Lechten |
| Synagogue de Belfort | Belfort               | Rue de l'As de Carreau      | 47° 38′ 17″ nord, 6° 51′ 24″ est | « PA00101143 » | Inscrit               | 1983                     | Synagogue de Belfort |
| Église Saint-Laurent | Bermont               |                             | 47° 34′ 49″ nord, 6° 51′ 22″ est | « PA90000002 » | Inscrit               | 1997                     | Église Saint-Laurent |
| Fort Sénarmont | Bessoncourt           |                             | 47° 38′ 55″ nord, 6° 55′ 37″ est | « PA00135350 » | Inscrit               | 1995                     | Fort Sénarmont |
| Fontaine-lavoir du château | Bourogne              |                             | 47° 33′ 40″ nord, 6° 54′ 54″ est | « PA00101144 » | Inscrit               | 1980                     | Fontaine-lavoir du château |
| Fontaine-lavoir du corps de garde | Bourogne              |                             | 47° 33′ 41″ nord, 6° 55′ 08″ est | « PA00101145 » | Inscrit               | 1980                     | Fontaine-lavoir du corps de garde |
| Lavoir du Bernardot | Bourogne              |                             | 47° 33′ 40″ nord, 6° 54′ 54″ est | « PA90000011 » | Inscrit               | 2010                     | Lavoir du Bernardot |
| Église de l'Exaltation-de-la-Sainte-Croix Façade principale et clocher, y compris le péristyle | Chèvremont            |                             | 47° 37′ 41″ nord, 6° 55′ 29″ est | « PA00101161 » | Inscrit               | 1992                     | Église de l'Exaltation-de-la-Sainte-CroixFaçade principale et clocher, y compris le péristyle |
| Moulin Marion | Courtelevant          |                             | 47° 30′ 58″ nord, 7° 04′ 57″ est | « PA00101159 » | Inscrit               | 1990                     | Moulin Marion |
| Puits à balancier | Croix                 |                             | 47° 26′ 40″ nord, 6° 57′ 19″ est | « PA90000008 » | Inscrit               | 2006                     | Puits à balancier |
| Maison des Cariatides Façade et toiture sur la place. | Delle                 |                             | 47° 30′ 23″ nord, 6° 59′ 52″ est | « PA00101146 » | Inscrit               | 1970                     | Maison des CariatidesFaçade et toiture sur la place. |
| Maison Lourdel, actuellement Hôtel de ville de Delle Les façades et toitures du bâtiment ; la galerie, et l'ensemble du mur avec la tour contre lequel elle s'appuie ; et à l'intérieur, la salle du conseil lambrissée au premier étage et les trois cheminées du 18e siècle. | Delle                 | 1 place François-Mitterrand | 47° 30′ 27″ nord, 6° 59′ 52″ est | « PA90000012 » | Inscrit               | 2011                     | Maison Lourdel, actuellement Hôtel de ville de DelleLes façades et toitures du bâtiment ; la galerie, et l'ensemble du mur avec la tour contre lequel elle s'appuie ; et à l'intérieur, la salle du conseil lambrissée au premier étage et les trois cheminées du 18e siècle. |
| Maison à tourelle | Delle                 | 3 rue des Ecoles            | 47° 30′ 23″ nord, 6° 59′ 55″ est | « PA90000013 » | Inscrit               | 2012                     | Maison à tourelle |
| Maison de Jean-Guyat Lovy, préfet de Delle, dite "maison des remparts" La maison en totalité, à l'exclusion du corps de bâtiment sud-est adossé au rempart (actuel restaurant) et de la galerie en bois rapportée à l'est.                                                     | Delle                 | 1, place de la République   | 47° 30′ 21″ nord, 6° 59′ 54″ est | « PA90000014 » | Inscrit               | 2012                     | Maison de Jean-Guyat Lovy, préfet de Delle, dite "maison des remparts"La maison en totalité, à l'exclusion du corps de bâtiment sud-est adossé au rempart (actuel restaurant) et de la galerie en bois rapportée à l'est.                                                     |
| Forge | Étueffont             |                             | 47° 43′ 21″ nord, 6° 55′ 15″ est | « PA00125423 » | Inscrit               | 1993                     | Forge |
| Lavoir | Fêche-l'Église        |                             | 47° 30′ 16″ nord, 6° 57′ 03″ est | « PA00101147 » | Inscrit               | 1980                     | Lavoir |
| Synagogue | Foussemagne           |                             | 47° 38′ 05″ nord, 7° 00′ 08″ est | « PA00101148 » | Inscrit               | 1984                     | Synagogue |
| Croix de chemin | Frais                 |                             | 47° 38′ 56″ nord, 6° 59′ 20″ est | « PA00101149 » | Classé                | 1980                     | Croix de chemin |
| Église Saint-Pierre Abside | Froidefontaine        |                             | 47° 33′ 58″ nord, 6° 56′ 43″ est | « PA00101150 » | Inscrit               | 2019                     | Église Saint-PierreAbside |
| Fort de Giromagny | Giromagny             |                             | 47° 43′ 51″ nord, 6° 48′ 47″ est | « PA00135351 » | Inscrit               | 1995                     | Fort de Giromagny |
| Monument commémoratif de la réunion de l'Alsace à la France en 1648 | Giromagny             |                             | 47° 44′ 32″ nord, 6° 49′ 31″ est | « PA00101151 » | Classé                | 1916                     | Monument commémoratif de la réunion de l'Alsace à la France en 1648 |
| Croix du cimetière | Grosne                |                             | 47° 34′ 29″ nord, 7° 00′ 00″ est | « PA00101158 » | Inscrit               | 1989                     | Croix du cimetière |
| Monument du caporal Peugeot | Joncherey             |                             | 47° 31′ 27″ nord, 7° 00′ 40″ est | « PA90000003 » | Inscrit               | 1998                     | Monument du caporal Peugeot |
| Ouvrage de Meroux | Meroux                |                             | 47° 35′ 40″ nord, 6° 53′ 33″ est | « PA00135352 » | Inscrit               | 1995                     | Ouvrage de Meroux |
| Fontaine Saint-Léger | Montbouton            |                             | 47° 28′ 27″ nord, 6° 54′ 58″ est | « PA00101152 » | Inscrit               | 1980                     | Fontaine Saint-Léger |
| Habitat fortifié du Grammont | Montbouton            |                             | 47° 28′ 47″ nord, 6° 55′ 50″ est | « PA00125424 » | Inscrit               | 1993                     | Image manquante Téléverser |
| Motte castrale | Montreux-Château      |                             | 47° 36′ 19″ nord, 7° 00′ 32″ est | « PA00132866 » | Inscrit               | 1994                     | Motte castrale |
| Atelier de potiers | Offemont              |                             | 47° 39′ 22″ nord, 6° 52′ 15″ est | « PA00101153 » | Inscrit               | 1987                     | Image manquante Téléverser |
| Croix de chemin datée de 1712 | Offemont              | Rue Aristide Briand         | 47° 39′ 39″ nord, 6° 52′ 11″ est | « PA00101154 » | Inscrit               | 1964                     | Croix de chemin datée de 1712 |
| Fanum (ou Temple gallo-romain) | Offemont              | Rue Aristide Briand         | 47° 39′ 32″ nord, 6° 51′ 58″ est | « PA00101155 » | Inscrit               | 1987                     | Fanum (ou Temple gallo-romain) |
| Église Notre-Dame-de-l'Assomption | Phaffans              |                             | 47° 39′ 33″ nord, 6° 56′ 08″ est | « PA00132867 » | Inscrit               | 1994                     | Église Notre-Dame-de-l'Assomption |
| Chapelle du cimetière | Réchésy               |                             | 47° 30′ 33″ nord, 7° 06′ 35″ est | « PA90000001 » | Inscrit               | 1996                     | Chapelle du cimetière |
| Ferme du Paquis Façades et toiture, structure et escalier intérieur du bâtiment d'habitation ; façades et toiture du bâtiment d'exploitation. | Réchésy               |                             | 47° 30′ 32″ nord, 7° 07′ 05″ est | « PA00101156 » | Inscrit               | 1986                     | Image manquante Téléverser |
| Château de Rougemont | Rougemont-le-Château  |                             | 47° 44′ 52″ nord, 6° 58′ 00″ est | « PA00132868 » | Inscrit               | 1996                     | Château de Rougemont |
| Fontaine lavoir et abreuvoir La fontaine - lavoir et l'abreuvoir situés au lieudit le Val, en totalité. | Saint-Dizier-l'Évêque |                             | 47° 28′ 02″ nord, 6° 58′ 06″ est | « PA90000009 » | Inscrit               | 2006                     | Fontaine lavoir et abreuvoirLa fontaine - lavoir et l'abreuvoir situés au lieudit le Val, en totalité. |
| Église Saint-Dizier | Saint-Dizier-l'Évêque |                             | 47° 28′ 14″ nord, 6° 57′ 51″ est | « PA00101157 » | Inscrit               | 1926                     | Église Saint-Dizier |

## Mobiliers historiques

### Mobiliers historiques à Belfort
Selon la base Palissy, il y a 40 objets monuments historiques à Belfort.
| Monument historique | Localisation                   | Protection | Date de la protection | Référence            | Photo |
| --- | ------------------------------ | ---------- | --------------------- | -------------------- | ----- |
| groupe sculpté : ange gardien | cathédrale Saint-Christophe    | inscrit    | 1993                  | Notice no PM90000228 |       |
| aiguière, plateau | cathédrale Saint-Christophe    | inscrit    | 1993                  | Notice no PM90000227 |       |
| 2 reliquaires | cathédrale Saint-Christophe    | inscrit    | 1993                  | Notice no PM90000226 |       |
| patènes (4) | cathédrale Saint-Christophe    | inscrit    | 1993                  | Notice no PM90000225 |       |
| calice, patène | cathédrale Saint-Christophe    | inscrit    | 1993                  | Notice no PM90000224 |       |
| calice, patène | cathédrale Saint-Christophe    | inscrit    | 1993                  | Notice no PM90000223 |       |
| ciboire | cathédrale Saint-Christophe    | inscrit    | 1993                  | Notice no PM90000222 |       |
| 2 calices | cathédrale Saint-Christophe    | inscrit    | 1993                  | Notice no PM90000221 |       |
| calice | cathédrale Saint-Christophe    | inscrit    | 1993                  | Notice no PM90000220 |       |
| console | cathédrale Saint-Christophe    | inscrit    | 2002                  | Notice no PM90000211 |       |
| stalles | cathédrale Saint-Christophe    | inscrit    | 2002                  | Notice no PM90000207 |       |
| dais de procession (dais du chanoine) | cathédrale Saint-Christophe    | inscrit    | 2002                  | Notice no PM90000206 |       |
| tabernacle du maître-autel | cathédrale Saint-Christophe    | inscrit    | 1996                  | Notice no PM90000155 |       |
| maître-autel | cathédrale Saint-Christophe    | classé     | 1930                  | Notice no PM90000154 |       |
| calice | cathédrale Saint-Christophe    | classé     | 1992                  | Notice no PM90000110 |       |
| calice | cathédrale Saint-Christophe    | classé     | 1992                  | Notice no PM90000109 |       |
| calice | cathédrale Saint-Christophe    | classé     | 1992                  | Notice no PM90000108 |       |
| calice | cathédrale Saint-Christophe    | classé     | 1992                  | Notice no PM90000107 |       |
| statue : sainte Vierge Assomption | cathédrale Saint-Christophe    | classé     | 1992                  | Notice no PM90000106 |       |
| fontaine de sacristie | cathédrale Saint-Christophe    | classé     | 1992                  | Notice no PM90000105 |       |
| tableau : Déploration du Christ | cathédrale Saint-Christophe    | classé     | 1981                  | Notice no PM90000006 |       |
| ensemble du maître-autel (autel, tabernacle) | cathédrale Saint-Christophe    | classé     | 1966                  | Notice no PM90000004 |       |
| clôture de chœur (grille) | cathédrale Saint-Christophe    | classé     | 1930                  | Notice no PM90000003 |       |
| chaire à prêcher | cathédrale Saint-Christophe    | classé     | 1930                  | Notice no PM90000002 |       |
| groupe sculpté : Vierge de Pitié | chapelle de Brasse             | inscrit    | 2002                  | Notice no PM90000208 |       |
| statue : saint Benoît | chapelle de Brasse             | inscrit    | 2004                  | Notice no PM90000197 |       |
| groupe sculpté : saint Nicolas ; enfants (3) | chapelle de Brasse             | inscrit    | 2004                  | Notice no PM90000196 |       |
| statue : Ignace de Loyola (?), saint Vincent de Paul (?) | chapelle de Brasse             | inscrit    | 2004                  | Notice no PM90000195 |       |
| statue : saint Joseph | chapelle de Brasse             | inscrit    | 2004                  | Notice no PM90000194 |       |
| statue : Vierge à l'Enfant | chapelle de Brasse             | inscrit    | 2004                  | Notice no PM90000193 |       |
| ombrellino de procession | musée du château               | inscrit    | 2002                  | Notice no PM90000210 |       |
| grémial | musée du château               | inscrit    | 2002                  | Notice no PM90000209 |       |
| rame de 5 voitures de voyageurs, à bogies, à voie normale, A 50 87 12 07 638-1 ; B 50 87 22 07 7 11-4 ; B 50 87 22 07 6 90- 1 ; BD 50 87 82 07 288-0 ; A 50 87 12 07 6 22-5 | remise ferroviaire, dépôt SNCF | classé     | 1990                  | Notice no PM90000096 |       |
| cloche | école Jules Heidet             | classé     | 1977                  | Notice no PM90000007 |       |
| orgue de tribune | cathédrale Saint-Christophe    | classé     | 1930 1980             | Notice no PM90000400 |       |
| orgue de tribune : partie instrumentale de l'orgue | cathédrale Saint-Christophe    | classé     | 1980                  | Notice no PM90000005 |       |
| orgue de tribune : buffet d'orgue | cathédrale Saint-Christophe    | classé     | 1930                  | Notice no PM90000001 |       |
| tabernacle du maître-autel | église Sainte-Odile            | classé     | 1981                  | Notice no PM90000168 |       |
| autel (ensemble du maître-autel) | église Sainte-Odile            | classé     | 1981                  | Notice no PM90000167 |       |
| ensemble : maître-autel (autel, tabernacle) | église Sainte-Odile            | classé     | 1981                  | Notice no PM90000166 |       |